# Элба (аэропорт)
Аэропорт Элба имени Карла Фолсома (англ. Carl Folsom Airport), (FAA LID: 14J) — гражданский аэропорт, расположенный в четырёх километрах к западу от центральной части города Элба (Алабама, США).

## Операционная деятельность
Аэропорт имени Карла Фолсома занимает площадь в 69 гектар, расположен на высоте 79 метров над уровнем моря и эксплуатирует одну взлётно-посадочную полосу:
- 1/19 размерами 931 х 30 метров с асфальтовым покрытием[1].

В период с 19 июня 2006 года по 19 июня 2007 года аэропорт имени Карла Фолсома обработал 5360 операций взлётов и посадок самолётов (в среднем 15 операций ежедневно), все рейсы в указанном периоде составила военная авиация и авиация общего назначения.